# Danh sách Thứ trưởng Bộ Quốc phòng Liên Xô
Thứ trưởng Bộ Quốc phòng Liên Xô (tiếng Nga: Заместители министра обороны СССР) là chức vụ cấp Thứ trưởng trong Bộ Quốc phòng Liên Xô.
Chức vụ thường kiêm nhiệm một số chức vụ trong Lực lượng vũ trang Liên Xô nên được coi là chức vụ cao cấp trong Liên Xô.

## Danh sách
Đây là danh sách Thứ trưởng Bộ Quốc phòng Liên Xô:
- Ủy viên Trung ương Đảng
- Ủy viên Dự khuyết Trung ương Đảng

| STT | Tên                                                | Quân hàm | Quân hàm                         | Chức vụ kiêm nhiệm | Chức vụ kiêm nhiệm | Nhiệm kỳ               | Nhiệm kỳ  | Ghi chú                                                  |
| STT | Tên                                                | Quân hàm | Quân hàm                         | Chức vụ kiêm nhiệm | Chức vụ kiêm nhiệm | Bổ nhiệm               | Bãi nhiệm | Ghi chú                                                  |
| --- | -------------------------------------------------- | --- | -------------------------------- | ------------------ | --- | ---------------------- | --------- | -------------------------------------------------------- |
| 1   | Vasily Danilovich Sokolovsky (1897-1968)           | | Nguyên soái Liên bang Xô Viết    |                    | Tổng Tham mưu trưởng Lực lượng vũ trang Liên Xô - Thứ trưởng thứ nhất Bộ Quốc phòng Liên Xô                                                                           | 3/1953                 | 4/1960    |                                                          |
| 2   | Vasily Evlampievich Belokoskov (1898-1961)         | | Thượng tướng                     |                    | Thứ trưởng Bộ Quốc phòng Liên Xô | 3/1953                 | 1958      |                                                          |
| 3   | Nikolay Gerasimovich Kuznetsov (1904-1974)         | | Đô đốc Hạm đội Liên bang Xô viết |                    | Tổng tư lệnh hải quân - Thứ trưởng Bộ Quốc phòng Liên Xô | 3/1953                 | 12/1955   |                                                          |
| 4   | Pavel Fedorovich Zhigarev (1900-1963)              | | Nguyên soái Tư lệnh Không quân   |                    | Tổng tư lệnh không quân - Thứ trưởng Bộ Quốc phòng Liên Xô Thứ trưởng thứ nhất Bộ Quốc phòng Liên Xô (3/1955-11/1959)                                                 | 5/1953                 | 11/1959   |                                                          |
| 5   | Aksel Ivanovich Berg (1893-1979)                   | | Đô đốc                           |                    | Thứ trưởng Bộ Quốc phòng Liên Xô | 9/1953                 | 11/1957   |                                                          |
| 6   | Leonid Aleksandrovich Govorov (1897-1955)          | | Nguyên soái Liên bang Xô Viết    |                    | Tổng tư lệnh lực lượng phòng không - Thứ trưởng Bộ Quốc phòng Liên Xô                                                                                                 | 5/1954                 | 3/1955    |                                                          |
| 7   | Ivan Khristoforovich Bagramyan (1897-1982)         | | Nguyên soái Liên bang Xô Viết    |                    | Chủ nhiệm Lực lượng Hậu cần Lực lượng Vũ trang Liên Xô - Thứ trưởng Bộ Quốc phòng Liên Xô                                                                             | 3/1955                 | 4/1968    |                                                          |
| 8   | Mitrofan Ivanovich Nedelin (1902–1960)             | | Nguyên soái Pháo binh            |                    | Thứ trưởng Bộ Quốc phòng Liên Xô | 3/1955                 | 12/1959   |                                                          |
| 9   | Sergey Semyonovich Biryuzov (1904-1964)            | | Nguyên soái Liên bang Xô Viết    |                    | Tổng tư lệnh lực lượng phòng không - Thứ trưởng Bộ Quốc phòng Liên Xô                                                                                                 | 3/1955                 | 4/1962    |                                                          |
| 9   | Sergey Semyonovich Biryuzov (1904-1964)            | Tổng tư lệnh lực lượng tên lửa chiến lược - Thứ trưởng Bộ Quốc phòng Liên Xô                                                   | Nguyên soái Liên bang Xô Viết    | 4/1962             | 3/1963 |                        |           |                                                          |
| 9   | Sergey Semyonovich Biryuzov (1904-1964)            | Tổng Tham mưu trưởng Lực lượng Vũ trang Liên Xô - Thứ trưởng thứ nhất Bộ Quốc phòng Liên Xô                                    | Nguyên soái Liên bang Xô Viết    | 3/1963             | 10/1964 | Mất khi đang tại nhiệm |           |                                                          |
| 10  | Ivan Stepanovich Koniev (1897-1973)                | | Nguyên soái Liên bang Xô Viết    |                    | Tổng tư lệnh lục quân (1955) - Tổng Tư lệnh Tối cao Lực lượng vũ trang thống nhất của Tổ chức Hiệp ước Warsaw (1955-1960) - Thứ trưởng thứ nhất Bộ Quốc phòng Liên Xô | 5/1955                 | 6/1960    |                                                          |
| 11  | Sergey Georgyevich Gorshkov (1910-1988)            | | Đô đốc Hạm đội Liên bang Xô viết |                    | Tổng tư lệnh hải quân - Thứ trưởng Bộ Quốc phòng Liên Xô | 1/1956                 | 12/1985   |                                                          |
| 12  | Rodion Yakovlevich Malinovsky (1898-1967)          | | Nguyên soái Liên bang Xô Viết    |                    | Tổng tư lệnh Lục quân - Thứ trưởng Bộ Quốc phòng Liên Xô | 3/1956                 | 10/1957   |                                                          |
| 13  | Konstantin Konstantinovich Rokossovsky (1896-1968) | | Nguyên soái Liên bang Xô Viết    |                    | Thứ trưởng Bộ Quốc phòng Liên Xô | 11/1956                | 6/1957    |                                                          |
| 13  | Konstantin Konstantinovich Rokossovsky (1896-1968) | Thứ trưởng Bộ Quốc phòng Liên Xô - Chánh Thanh tra Bộ Quốc phòng Liên Xô                                                       | Nguyên soái Liên bang Xô Viết    | 1/1958             | 4/1962 |                        |           |                                                          |
| 14  | Konstantin Andreevich Vershinin (1900-1973)        | | Nguyên soái Tư lệnh Không quân   |                    | Tổng tư lệnh không quân - Thứ trưởng Bộ Quốc phòng Liên Xô | 1/1957                 | 3/1969    |                                                          |
| 15  | Anton Vladimir Gerasimov (1900-1978)               | | Thượng tướng                     |                    | Thứ trưởng Bộ Quốc phòng Liên Xô | 2/1957                 | 10/1970   |                                                          |
| 16  | Andrei Antonovich Grechko (1903-1976)              | | Nguyên soái Liên bang Xô Viết    |                    | Tổng tư lệnh Lục quân - Thứ trưởng Bộ Quốc phòng Liên Xô | 11/1957                | 6/1960    |                                                          |
| 16  | Andrei Antonovich Grechko (1903-1976)              | Tổng Tư lệnh Tối cao Lực lượng vũ trang thống nhất của Tổ chức Hiệp ước Warsaw - Thứ trưởng thứ nhất của Bộ Quốc phòng Liên Xô | Nguyên soái Liên bang Xô Viết    | 6/1960             | 4/1967 |                        |           |                                                          |
| 17  | Kirill Semyonovich Moskalenko (1902-1985)          | | Nguyên soái Liên bang Xô Viết    |                    | Tổng tư lệnh lực lượng tên lửa chiến lược - Thứ trưởng Bộ Quốc phòng Liên Xô                                                                                          | 10/1960                | 4/1962    |                                                          |
| 17  | Kirill Semyonovich Moskalenko (1902-1985)          | Thứ trưởng Bộ Quốc phòng Liên Xô - Chánh Thanh tra Bộ Quốc phòng Liên Xô                                                       | Nguyên soái Liên bang Xô Viết    | 4/1962             | 12/1983 |                        |           |                                                          |
| 18  | Vasily Ivanovich Chuikov (1900-1982)               | | Nguyên soái Liên bang Xô Viết    |                    | Tổng tư lệnh Lục quân - Thứ trưởng Bộ Quốc phòng Liên Xô | 12/1960                | 6/1964    |                                                          |
| 18  | Vasily Ivanovich Chuikov (1900-1982)               | Chủ nhiệm Lực lượng Dân phòng Liên Xô - Thứ trưởng Bộ Quốc phòng Liên Xô                                                       | Nguyên soái Liên bang Xô Viết    | 8/1961             | 7/1972 |                        |           |                                                          |
| 19  | Vladimir Alexandrovich Sudets (1904-1981)          | | Nguyên soái Không quân           |                    | Tổng tư lệnh lực lượng phòng không - Thứ trưởng Bộ Quốc phòng Liên Xô                                                                                                 | 4/1962                 | 7/1966    |                                                          |
| 20  | Alexander Nikolaevich Komarovsky (1906-1973)       | | Đại tướng                        |                    | Thứ trưởng Bộ Quốc phòng Liên Xô | 11/1963                | 11/1973   | Mất khi đang tại nhiệm                                   |
| 21  | Valentin Antonovich Penkovsky (1904-1969)          | | Đại tướng                        |                    | Thứ trưởng Bộ Quốc phòng Liên Xô | 7/1964                 | 5/1968    |                                                          |
| 22  | Matvei Vasilevich Zakharov (1898-1972)             | | Nguyên soái Liên bang Xô Viết    |                    | Thứ trưởng thứ nhất Bộ Quốc phòng Liên Xô | 11/1964                | 9/1971    |                                                          |
| 23  | Pavel Fyodorovich Batitsky (1910-1984)             | | Nguyên soái Liên bang Xô Viết    |                    | Tổng tư lệnh lực lượng phòng không - Thứ trưởng Bộ Quốc phòng Liên Xô                                                                                                 | 7/1966                 | 7/1978    |                                                          |
| 24  | Ivan Ignatyevich Yakubovsky (1912-1976)            | | Nguyên soái Liên bang Xô Viết    |                    | Tổng Tư lệnh Tối cao Lực lượng vũ trang thống nhất của Tổ chức Hiệp ước Warsaw - Thứ trưởng thứ nhất Bộ Quốc phòng Liên Xô                                            | 4/1967                 | 11/1976   |                                                          |
| 25  | Sergey Leonidovich Sokolov (1911-2012)             | | Nguyên soái Liên bang Xô Viết    |                    | Thứ trưởng thứ nhất Bộ Quốc phòng Liên Xô | 4/1967                 | 12/1984   |                                                          |
| 26  | Ivan Grigoryevich Pavlovsky (1909-1999)            | | Đại tướng                        |                    | Tổng tư lệnh Lục quân - Thứ trưởng Bộ Quốc phòng Liên Xô | 1/1967                 | 7/1980    |                                                          |
| 27  | Sergei Stepanovich Maryakhina (1911–1972)          | | Đại tướng                        |                    | Chủ nhiệm Lực lượng Hậu cần Lực lượng Vũ trang Liên Xô - Thứ trưởng Bộ Quốc phòng Liên Xô                                                                             | 4/1968                 | 6/1972    | Mất khi đang tại nhiệm                                   |
| 28  | Nikolai Nikolaevich Alekseev (1914–1980)           | | Nguyên soái Thông tin            |                    | Thứ trưởng Bộ Quốc phòng Liên Xô | 9/1970                 | 11/1980   | Phong hàm Nguyên soái binh chủng thông tin tháng 10/1979 |
| 29  | Viktor Georgiyevich Kulikov (1921-2013)            | | Nguyên soái Liên bang Xô Viết    |                    | Tổng Tham mưu trưởng Lực lượng vũ trang Liên Xô - Thứ trưởng thứ nhất Bộ Quốc phòng Liên Xô                                                                           | 9/1971                 | 1/1977    |                                                          |
| 29  | Viktor Georgiyevich Kulikov (1921-2013)            | Tổng Tư lệnh Tối cao Lực lượng vũ trang thống nhất của Tổ chức Hiệp ước Warsaw - Thứ trưởng thứ nhất Bộ Quốc phòng Liên Xô     | Nguyên soái Liên bang Xô Viết    | 1/1977             | 2/1989 |                        |           |                                                          |
| 30  | Vladimir Fedorovich Tolubkop (1914–1989)           | | Nguyên soái Pháo binh            |                    | Tổng tư lệnh lực lượng tên lửa chiến lược - Thứ trưởng Bộ Quốc phòng Liên Xô                                                                                          | 4/1972                 | 7/1985    |                                                          |
| 31  | Semyon Konstantinovich Kurkotkin (1917-1990)       | | Nguyên soái Liên bang Xô Viết    |                    | Chủ nhiệm Lực lượng Hậu cần Lực lượng Vũ trang Liên Xô - Thứ trưởng Bộ Quốc phòng Liên Xô                                                                             | 7/1972                 | 5/1988    |                                                          |
| 32  | Alexander Terentyevich Altunin (1921-1989)         | | Đại tướng                        |                    | Chủ nhiệm Lực lượng Dân phòng Liên Xô - Thứ trưởng Bộ Quốc phòng Liên Xô                                                                                              | 7/1972                 | 7/1986    |                                                          |
| 33  | Archil Viktorovich Gelovani (1915-1978)            | | Nguyên soái Kỹ thuật             |                    | Thứ trưởng Bộ Quốc phòng Liên Xô | 3/1974                 | 8/1978    | Mất khi đang tại nhiệm                                   |
| 34  | Nikolai Vasilyevich Ogarkov (1917-1994)            | | Nguyên soái Liên bang Xô Viết    |                    | Tổng Tham mưu trưởng Lực lượng Vũ trang Liên Xô - Thứ trưởng thứ nhất Bộ Quốc phòng Liên Xô                                                                           | 3/1974                 | 9/1984    |                                                          |
| 35  | Vitaliy Mikhailovich Shabanov (1923-1995)          | | Đại tướng                        |                    | Thứ trưởng Bộ Quốc phòng Liên Xô | 5/1978                 | 7/1990    |                                                          |
| 36  | Nikolai Fedorovich Shestopalov (1919-2006)         | | Nguyên soái Kỹ thuật             |                    | Thứ trưởng Bộ Quốc phòng Liên Xô | 12/1978                | 8/1988    |                                                          |
| 37  | Vasiliy Ivanovich Petrov (1917-2014)               | | Nguyên soái Liên bang Xô Viết    |                    | Tổng tư lệnh Lục quân - Thứ trưởng Bộ Quốc phòng Liên Xô | 7/1980                 | 1/1985    |                                                          |
| 37  | Vasiliy Ivanovich Petrov (1917-2014)               | Thứ trưởng thứ nhất Bộ Quốc phòng Liên Xô                                                                                      | Nguyên soái Liên bang Xô Viết    | 1/1985             | 7/1986 |                        |           |                                                          |
| 38  | Ivan Nikolaevich Shkadov (1913-1991)               | | Đại tướng                        |                    | Thứ trưởng Bộ Quốc phòng Liên Xô | 8/1982                 | 1/1987    |                                                          |
| 39  | Vladimir Leonidovich Govorov (1913-1991)           | | Đại tướng                        |                    | Chánh Thanh tra Bộ Quốc phòng Liên Xô - Thứ trưởng Bộ Quốc phòng Liên Xô                                                                                              | 6/1984                 | 7/1986    |                                                          |
| 39  | Vladimir Leonidovich Govorov (1913-1991)           | Chủ nhiệm Lực lượng Dân phòng Liên Xô - Thứ trưởng Bộ Quốc phòng Liên Xô                                                       | Đại tướng                        | 7/1986             | 8/1991 |                        |           |                                                          |
| 40  | Sergei Fyodorovich Akhromeev (1923-1991)           | | Nguyên soái Liên bang Xô Viết    |                    | Tổng Tham mưu trưởng Lực lượng Vũ trang Liên Xô - Thứ trưởng thứ nhất Bộ Quốc phòng Liên Xô                                                                           | 9/1984                 | 12/1988   |                                                          |
| 41  | Aleksandr Nikolaevich Yefimov (1923-2012)          | | Nguyên soái Không quân           |                    | Tổng tư lệnh không quân - Thứ trưởng Bộ Quốc phòng Liên Xô | 2/1985                 | 7/1990    |                                                          |
| 42  | Yevgeni Filippovich Ivanovski (1918-1991)          | | Đại tướng                        |                    | Tổng tư lệnh Lục quân - Thứ trưởng Bộ Quốc phòng Liên Xô | 2/1985                 | 1/1989    |                                                          |
| 43  | Yuri Pavlovich Maksimov (1924-2002)                | | Đại tướng                        |                    | Tổng tư lệnh lực lượng tên lửa chiến lược - Thứ trưởng Bộ Quốc phòng Liên Xô                                                                                          | 7/1985                 | 2/1992    |                                                          |
| 44  | Vladimir Nikolayevich Chernavin (1928-)            | | Đô đốc Hạm đội                   |                    | Tổng tư lệnh hải quân - Thứ trưởng Bộ Quốc phòng Liên Xô | 7/1985                 | 2/1992    |                                                          |
| 45  | Pyotr Georgievich Lushev (1923-1997)               | | Đại tướng                        |                    | Thứ trưởng thứ nhất Bộ Quốc phòng Liên Xô | 6/1986                 | 1/1989    |                                                          |
| 45  | Pyotr Georgievich Lushev (1923-1997)               | Tổng Tư lệnh Tối cao Lực lượng vũ trang thống nhất của Tổ chức Hiệp ước Warsaw - Thứ trưởng thứ nhất Bộ Quốc phòng Liên Xô     | Đại tướng                        | 1/1989             | 4/1991 |                        |           |                                                          |
| 46  | Chekov Nikolay Vasilievich (1931-1996)             | | Thượng tướng                     |                    | Thứ trưởng Bộ Quốc phòng Liên Xô | 8/1986                 | 2/1992    |                                                          |
| 47  | Ivan Moiseevich Tretyak (1923-2007)                | | Đại tướng                        |                    | Thứ trưởng Bộ Quốc phòng Liên Xô - Chánh Thanh tra Bộ Quốc phòng Liên Xô                                                                                              | 7/1986                 | 6/1987    |                                                          |
| 47  | Ivan Moiseevich Tretyak (1923-2007)                | Tổng tư lệnh lực lượng phòng không - Thứ trưởng Bộ Quốc phòng Liên Xô                                                          | Đại tướng                        | 6/1987             | 8/1991 |                        |           |                                                          |
| 48  | Dmitry Timofeyevich Yazov (1924-)                  | | Đại tướng                        |                    | Chủ nhiệm Tổng cục chính trị Liên Xô - Thứ trưởng Bộ Quốc phòng Liên Xô                                                                                               | 1/1987                 | 5/1987    |                                                          |
| 49  | Dmitry Semenovich Sukhorukov (1922-2003)           | | Đại tướng                        |                    | Chủ nhiệm Tổng cục chính trị Liên Xô - Thứ trưởng Bộ Quốc phòng Liên Xô                                                                                               | 5/1987                 | 7/1990    |                                                          |
| 50  | Mikhail Ivanovich Sorokin (1922-2005)              | | Đại tướng                        |                    | Thứ trưởng Bộ Quốc phòng Liên Xô - Chánh Thanh tra Bộ Quốc phòng Liên Xô                                                                                              | 6/1987                 | 5/1990    |                                                          |
| 51  | Mikhail Alekseevich Moiseev (1939-)                | | Đại tướng                        |                    | Tổng Tham mưu trưởng Lực lượng vũ trang Liên Xô - Thứ trưởng thứ nhất Bộ Quốc phòng Liên Xô                                                                           | 12/1988                | 8/1991    |                                                          |
| 52  | Valentin Ivanovich Varennikov (1923-2009)          | | Đại tướng                        |                    | Tổng tư lệnh Lục quân - Thứ trưởng Bộ Quốc phòng Liên Xô | 1/1989                 | 8/1991    |                                                          |
| 53  | Konstantin Alekseevich Kochetov (1932-)            | | Đại tướng                        |                    | Thứ trưởng thứ nhất Bộ Quốc phòng Liên Xô | 1/1989                 | 9/1991    |                                                          |
| 54  | Yuri Alekseevich Yashin (1930-2011)                | | Đại tướng                        |                    | Thứ trưởng Bộ Quốc phòng Liên Xô | 2/1989                 | 2/1992    |                                                          |
| 55  | Viktor Fedorovich Ermakov (1935-)                  | | Đại tướng                        |                    | Chủ nhiệm Tổng cục chính trị Liên Xô - Thứ trưởng Bộ Quốc phòng Liên Xô                                                                                               | 7/1990                 | 9/1991    |                                                          |
| 56  | Yevgeny Ivanovich Shaposhnikov (1942-)             | | Nguyên soái Không quân           |                    | Tổng tư lệnh không quân - Thứ trưởng Bộ Quốc phòng Liên Xô | 7/1990                 | 8/1991    |                                                          |
| 57  | Vyacheslav Petrovich Mironov (1938-1994)           | | Thượng tướng                     |                    | Thứ trưởng Bộ Quốc phòng Liên Xô | 11/1990                | 3/1992    |                                                          |
| 58  | Vladislav Alekseyevich Achalov (1945-2011)         | | Thượng tướng                     |                    | Thứ trưởng Bộ Quốc phòng Liên Xô | 12/1990                | 9/1991    |                                                          |
| 59  | Pavel Sergeyevich Grachev (1948-2012)              | | Đại tướng                        |                    | Thứ trưởng thứ nhất Bộ Quốc phòng Liên Xô | 8/1991                 | 2/1992    |                                                          |
| 60  | Pyotr Stepanovich Deynekin (1937-2017)             | | Đại tướng                        |                    | Tổng tư lệnh không quân - Thứ trưởng Bộ Quốc phòng Liên Xô | 8/1991                 | 2/1992    |                                                          |
| 61  | Viktor Alekseevich Prudnikov (1939-2015)           | | Đại tướng                        |                    | Tổng tư lệnh phòng không - Thứ trưởng Bộ Quốc phòng Liên Xô | 8/1991                 | 2/1992    |                                                          |
| 62  | Boris Evgenievich Pyankov (1935-)                  | | Thượng tướng                     |                    | Chủ nhiệm Lực lượng Dân phòng Liên Xô - Thứ trưởng Bộ Quốc phòng Liên Xô                                                                                              | 8/1991                 | 12/1991   |                                                          |
| 62  | Boris Evgenievich Pyankov (1935-)                  | Thứ trưởng Bộ Quốc phòng Liên Xô                                                                                               | Thượng tướng                     | 12/1991            | 2/1992 |                        |           |                                                          |
| 63  | Vladimir Magomedovich Semyonov (1940-)             | | Đại tướng                        |                    | Tổng tư lệnh Lục quân - Thứ trưởng Bộ Quốc phòng Liên Xô | 8/1991                 | 2/1992    |                                                          |
| 64  | Yuri Nikolaevich Rodionov (1938-)                  | | Thượng tướng                     |                    | Chủ nhiệm Tổng cục chính trị Liên Xô - Thứ trưởng Bộ Quốc phòng Liên Xô                                                                                               | 9/1991                 | 12/1991   |                                                          |
| 65  | Viktor Nikolayevich Samsonov (1941-)               | | Đại tướng                        |                    | Tổng Tham mưu trưởng Lực lượng vũ trang Liên Xô - Thứ trưởng thứ nhất Bộ Quốc phòng Liên Xô                                                                           | 12/1991                | 2/1992    |                                                          |
| 66  | Ivan Vasilyevich Fuzhenko (1937-2011)              | | Thượng tướng                     |                    | Chủ nhiệm Lực lượng Hậu cần Lực lượng Vũ trang Liên Xô - Thứ trưởng Bộ Quốc phòng Liên Xô                                                                             | 12/1991                | 2/1992    |                                                          |